# スカイラブ4号
スカイラブ4号 (SL-4またはSLM-3とも称される) は、アメリカ合衆国初の宇宙ステーションであるスカイラブにおける、3番目で最後となる有人宇宙飛行である。
1973年11月16日、3名の宇宙飛行士が搭乗するサターンIB型ロケットがフロリダ州のケネディ宇宙センターから発射され、84日1時間16分で飛行は終了した。6,051時間におよぶ総活動時間の中で、4号の飛行士らは医療、太陽観測、地球資源探査、コホーテク彗星の観測その他の分野に関連する科学実験を行った。
スカイラブの有人飛行には公式にはスカイラブ2、3、4号の名称が与えられていたが、上層部の連絡ミスにより記章にはスカイラブI、II、3と記されることになった。

## 飛行士

### 本搭乗員
| 地位       | 飛行士                                             |
| ---------- | -------------------------------------------------- |
| 船長       | ジェラルド・カー (Gerald P. Carr) 唯一の飛行       |
| 科学飛行士 | エドワード・ギブソン (Edward G. Gibson) 唯一の飛行 |
| 飛行士     | ウイリアム・ポーグ (William R. Pogue) 唯一の飛行   |

4号の飛行士は、全員が宇宙に行くのはこれが初めてだった。同様の事例はNASAの歴史でこれまでに5回あり、4号はその中で4番目のものである。他にはジェミニ4号、ジェミニ7号、ジェミニ8号、スペースシャトルSTS-2がある。

### 予備搭乗員
| 地位       | 飛行士                                   |
| ---------- | ---------------------------------------- |
| 船長       | ヴァンス・ブランド (Vance D. Brand)      |
| 科学飛行士 | ウィリアム・レノワー (William B. Lenoir) |
| 飛行士     | ドン・リンド (Don L. Lind)               |

### 支援飛行士
- ロバート・クリッペン (Robert L. Crippen)
- ヘンリー・ハーツフィールド (Henry W. Hartsfield, Jr)
- ブルース・マッカンドレス2世 (Bruce McCandless II)
- ストーリー・マスグレイヴ (F. Story Musgrave)
- ラッセル・シュウェイカート (Russell L. Schweickart)
- ウィリアム・ソーントン (William E. Thornton)
- リチャード・トゥルーリー (Richard H. Truly)

## 諸元
- 質量 : 20,847キログラム
- 最大高度 : 440キロメートル
- 飛行距離 : 55,500,000キロメートル
- 発射機 : サターンIB型ロケット
- 近地点 : 422キロメートル
- 遠地点 : 437キロメートル
- 軌道傾斜角 : 50.04度
- 地球周回時間 : 93.11分

### ドッキング
- ドッキング開始 : 1973年11月16日 – 21:55:00 UTC
- ドッキング終了 : 1974年2月8日 – 02:33:12 UTC
- ドッキング期間 : 83日4時間38分12秒

### 船外活動
- ギブソンおよびポーグ – 船外活動 (Extra Vehicular Activity, EVA) 1
- EVA1 開始 : 1973年11月22日 17:42 UTC
- EVA1 終了 : 11月23日 00:15 UTC
- 時間 : 6時間33分
- カーおよびポーグ : – EVA2
- EVA2 開始 : 1973年12月25日 16:00 UTC
- EVA2 終了 : 12月25日 23:01 UTC
- 時間 : 1時間01分
- カーおよびギブソン – EVA3
- EVA3 開始 : 1973年12月29日 17:00 UTC
- EVA3 終了 : 12月29日 20:29 UTC
- 時間 : 3時間29分
- カーおよびギブソン – EVA4
- EVA4 開始 : 1974年2月3日 15:19 UTC
- EVA4 終了 : 2月3日 20:38 UTC
- 時間 : 5時間19分

## 主要な任務
4号は、スカイラブ最後の飛行であった。

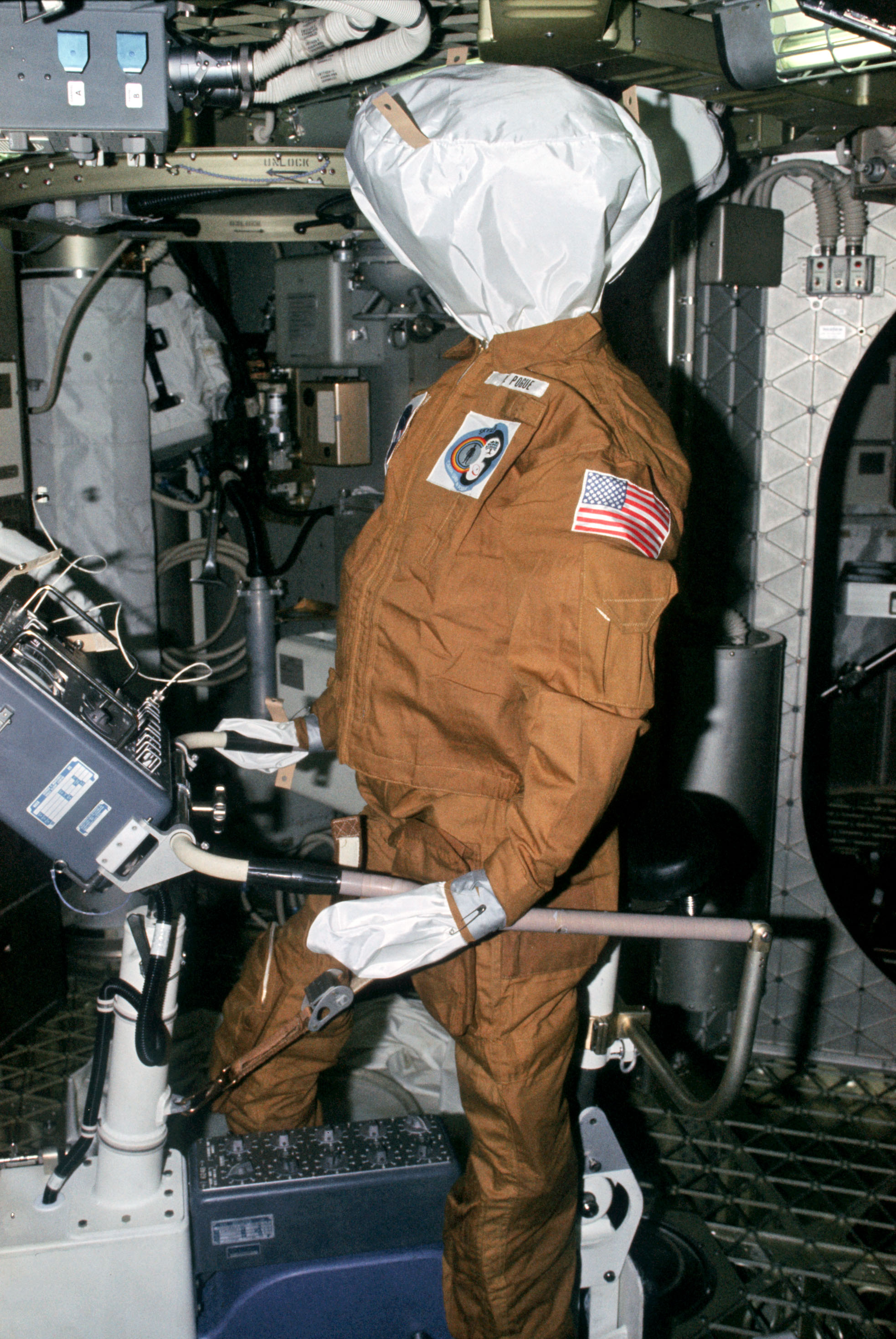
スカイラブ3号の飛行士が置いていったダミー人形のうちの一体。4号の飛行士が撮影

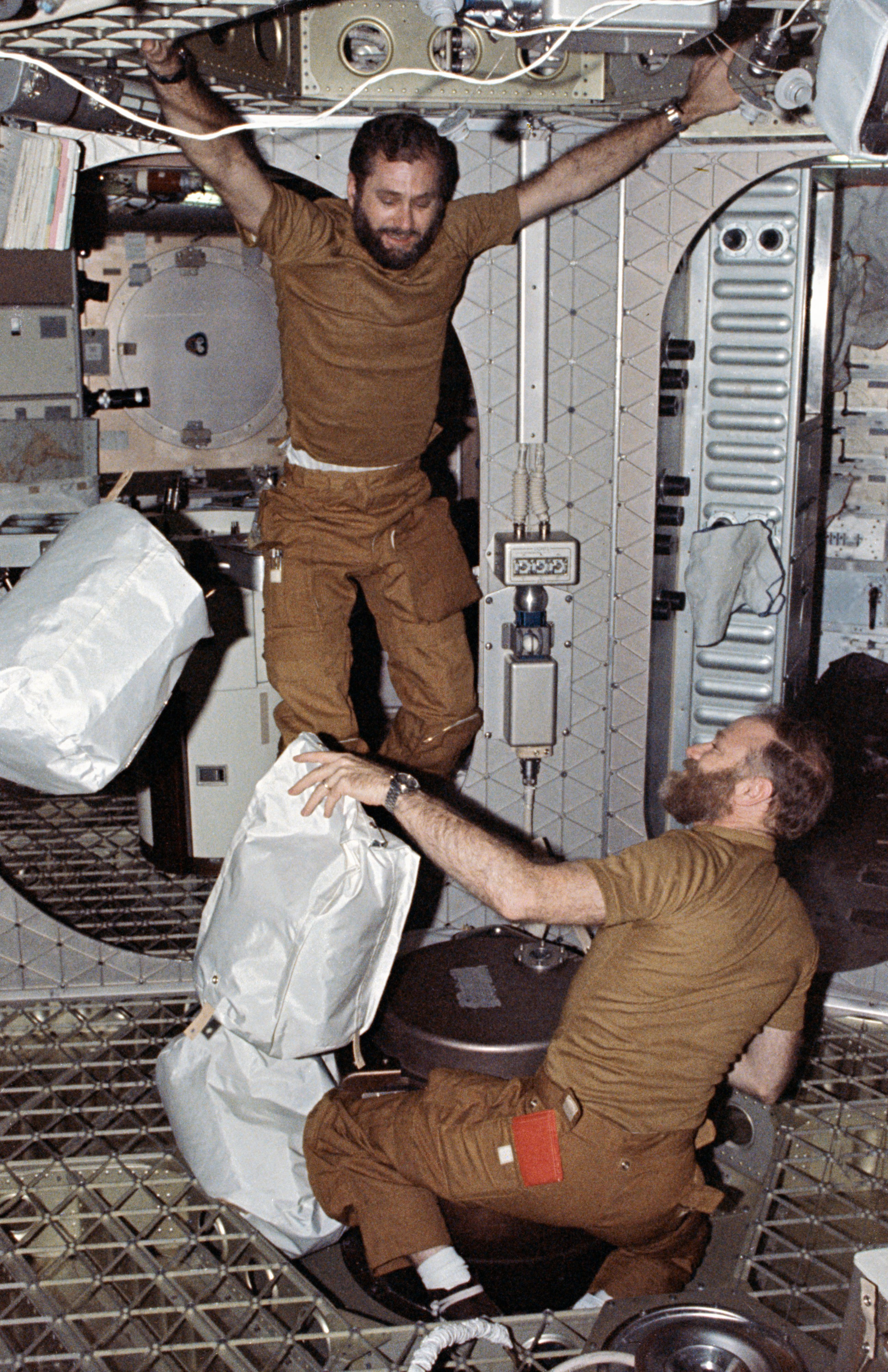
気密扉から廃棄物貯蔵タンクにゴミを投棄しようとしているポーグ (左) とカー

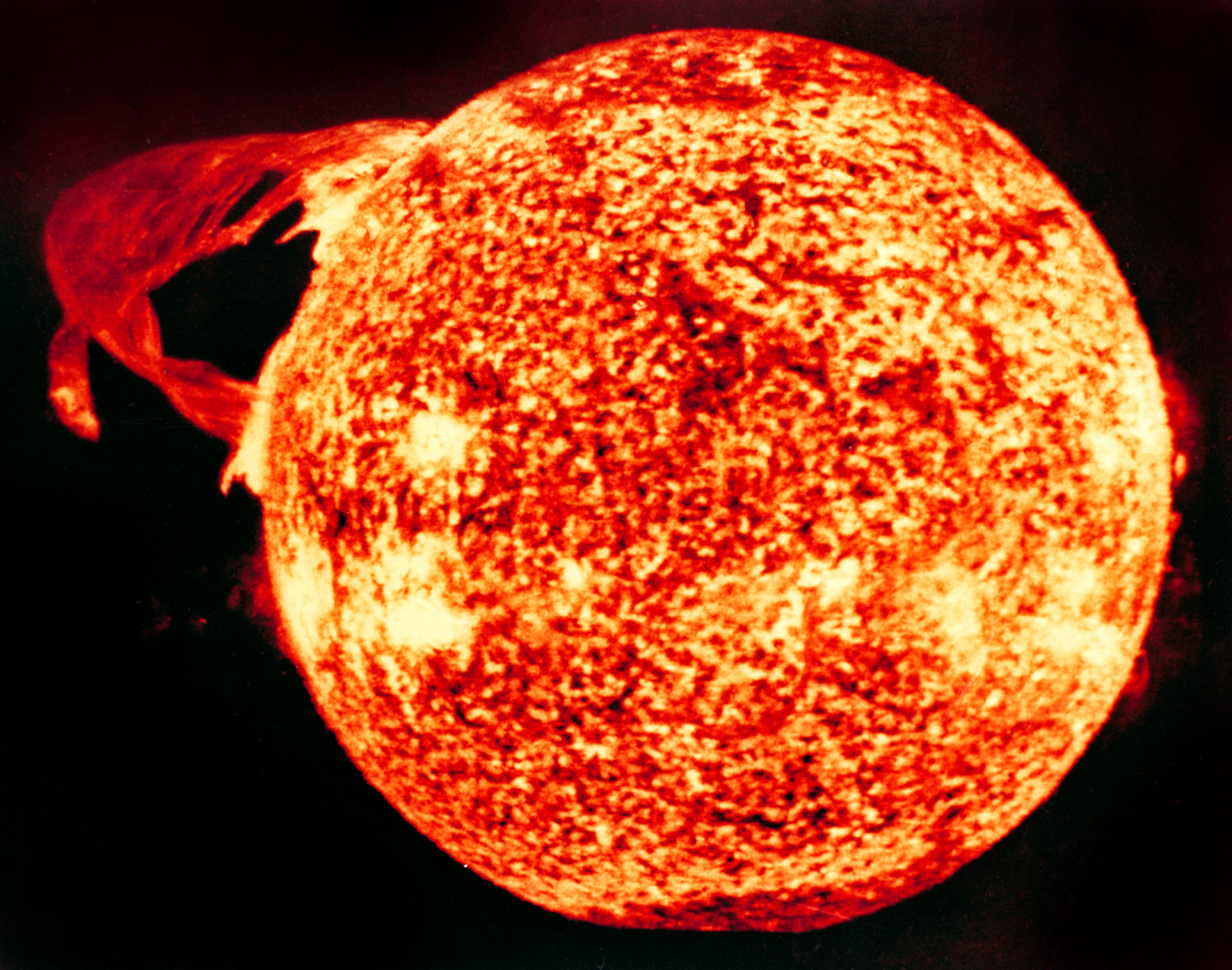
アポロ搭載望遠鏡で撮影された太陽プロミネンス。1973年12月19日

ステーションに到着すると、飛行士らは船内に誰か先客がいるのに気づいた。よく見るとそれは前の3号のアラン・ビーン、ジャック・ルーズマ、オーウェン・ギャリオットらが残していった船内服を着た3体の人形で、計画の記章や名札までちゃんと身につけていた。
飛行士らは全員が宇宙飛行をするのはこれが初めてであったため、作業室を起動する際、彼らの先輩たちと同じ水準の労働量で行うことは困難だった。任務はまず、彼らがポーグの宇宙酔いの初期症状を医師から隠蔽しようとしたことで、出だしからつまずいてしまった。この事実は管制官らが船内の音声の録音をダウンロードしたことで発覚した。飛行士らはまず始めに、これからの長期間の宇宙滞在で必要となる数千もの機材の積み下ろしや収納から始めなければならなかったが、この作業が膨大なものだった。またステーションの起動手順には、実行すべき多岐にわたる作業を伴う長い労働時間が必要とされ、彼らはすぐに自分たちが疲労しスケジュールに遅れていることを自覚した。
スカイラブの起動作業が進むにつれ、飛行士らはあまりにも過酷な労働を強いられることに不満を述べはじめた。一方で地上の管制官らはこれには同意せず、逆に彼らの労働は時間も量も不十分だと感じていた。任務が進むにつれ彼らの不満はつのり、ある無線会議で頂点に達し、怒りを爆発させることになった。このできごとの後、作業スケジュールは修正され、任務が終了するまでに飛行士らは発射前に予定されていたものよりも多くの作業を遂行することができた。飛行士と管制官の間で起こったこのできごとは、その後の有人宇宙飛行で作業スケジュールを設定する際の貴重な経験となった。
感謝祭の日に、ギブソンとポーグは6時間半に及ぶ船外活動を実行した。その前半は太陽観測装置のフィルムを交換することに費やされ、残りの時間で故障したアンテナを修理した。
食事に関しては飛行士らにそれほど不満はなかったが、味がやや薄く、できればもっと調味料を増やしてほしいと報告した。彼らが使用できる塩の量は医学的な観点から制限されており、消費される食事の量や種類は厳密な体調管理のもとで入念にコントロールされていた。
飛行7日目に 姿勢制御装置のジャイロスコープに異常が発生し、任務が早期に終了してしまいかねなくなる危機に陥った。スカイラブには3基の大型のジャイロスコープが搭載されていた。機体の制御や操縦はそのうちのどれか2基が機能していれば望み通りのことができるようになっており、3基目は他の2基のうちのどれかが故障した際のバックアップとして作動していた。この故障は潤滑油が不足していたことによるもので、飛行の後期に二番目のジャイロにも同様の問題が発生したが、特別な温度管理を行い負荷を減らしたことで機能を保ったため、それ以上の問題は発生しなかった。

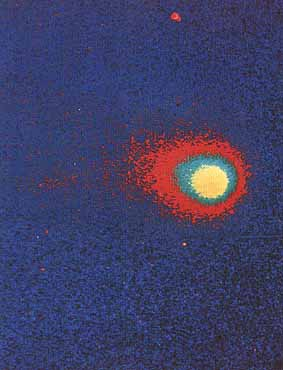
船外活動の際に遠紫外線電子カメラで撮影されたコホーテク彗星の加工画像。1973年12月25日

飛行士らは地球の調査研究に多くの時間を割いた。カーとポーグは交代で配置につき、観測装置を操作して地球表面の特徴から抽出されたものを計測し写真撮影した。また太陽の観測も行い、X線、遠紫外線、可視光線などによる約7万5000枚の太陽の写真を望遠鏡で新たに撮影した。
ギブソンは任務終了が近づいても太陽表面の観測を続けていた。1974年1月21日、太陽表面の活動領域に輝点が形成され、急激に明るさを増し成長していった。ギブソンは直ちにこの輝点が吹き上がっていく過程の撮影を始めた。この映像は太陽フレアの発生を宇宙から記録した初めてのものとなった。
12月13日、飛行士らは太陽観測装置と携帯カメラの照準を合わせ、コホーテク彗星の観測を始めた。撮影は彗星が太陽に接近するまで続けられ、遠紫外線カメラでスペクトルが収集された。12月30日、カーとギブソンは船外活動をしている際に、彗星が太陽の背後に隠れたことを確認した。
飛行士らはまた、軌道上からの地球の撮影も継続した。このとき彼らは、指示では禁止されていたにもかかわらず (おそらくは偶然に) エリア51を撮影してしまった。この秘密施設の写真を公開するべきか否かについては、関係諸機関の間で若干の議論が巻き起こった。最終的には他のすべてのスカイラブに関するNASAの記録写真とともに発表されたが、数年の間この件について気づかれることはなかった。
4号の飛行士らは地球を1,214周し、四回にわたる船外活動の総時間は22時間13分に達した。また84日1時間16分で、5,550万キロメートルを飛行した。
飛行士らは3人とも1960年代半ばにアポロ計画の飛行士としてNASAに採用され、ポーグとカーは飛行が中止になったアポロ19号の乗員候補だった。4号の乗員らはこの後のアポロ・ソユーズテスト計画の飛行士には選ばれず、またスペースシャトル初号機が発射される前にNASAを退官したため、結局誰も再度宇宙に行くことはなかった。科学者の宇宙飛行士として訓練を積んだギブソンは、カリフォルニア州ロサンゼルスのエアロスペース社 (Aerospace Corp.) の主任研究員の科学者としてスカイラブで得られた宇宙空間物理学のデータを解析するため、1974年12月にNASAを退官した。

## 画像

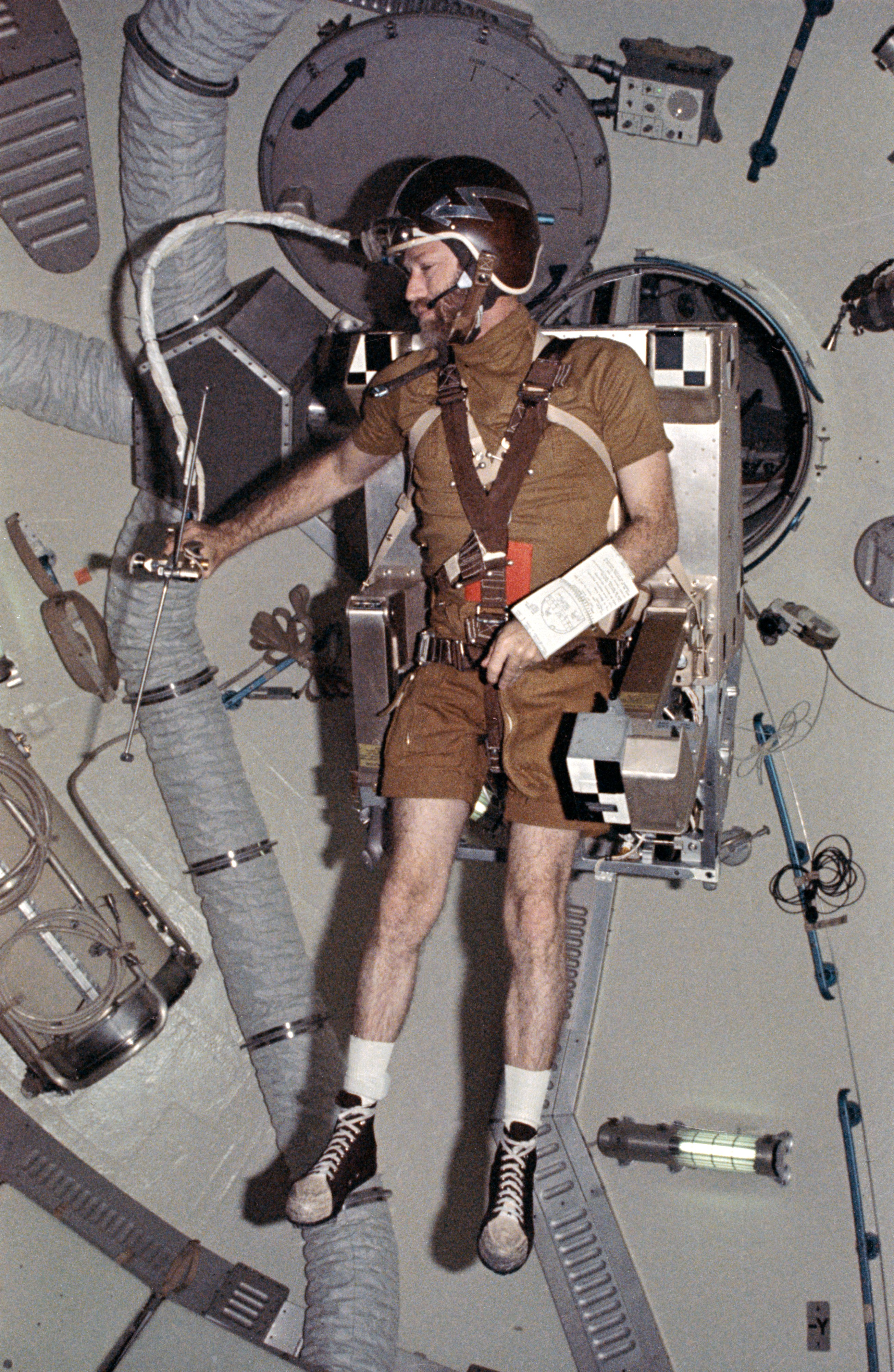
船外活動用飛行装置の試作機で船内を飛行する、ジェラルド・カー船長
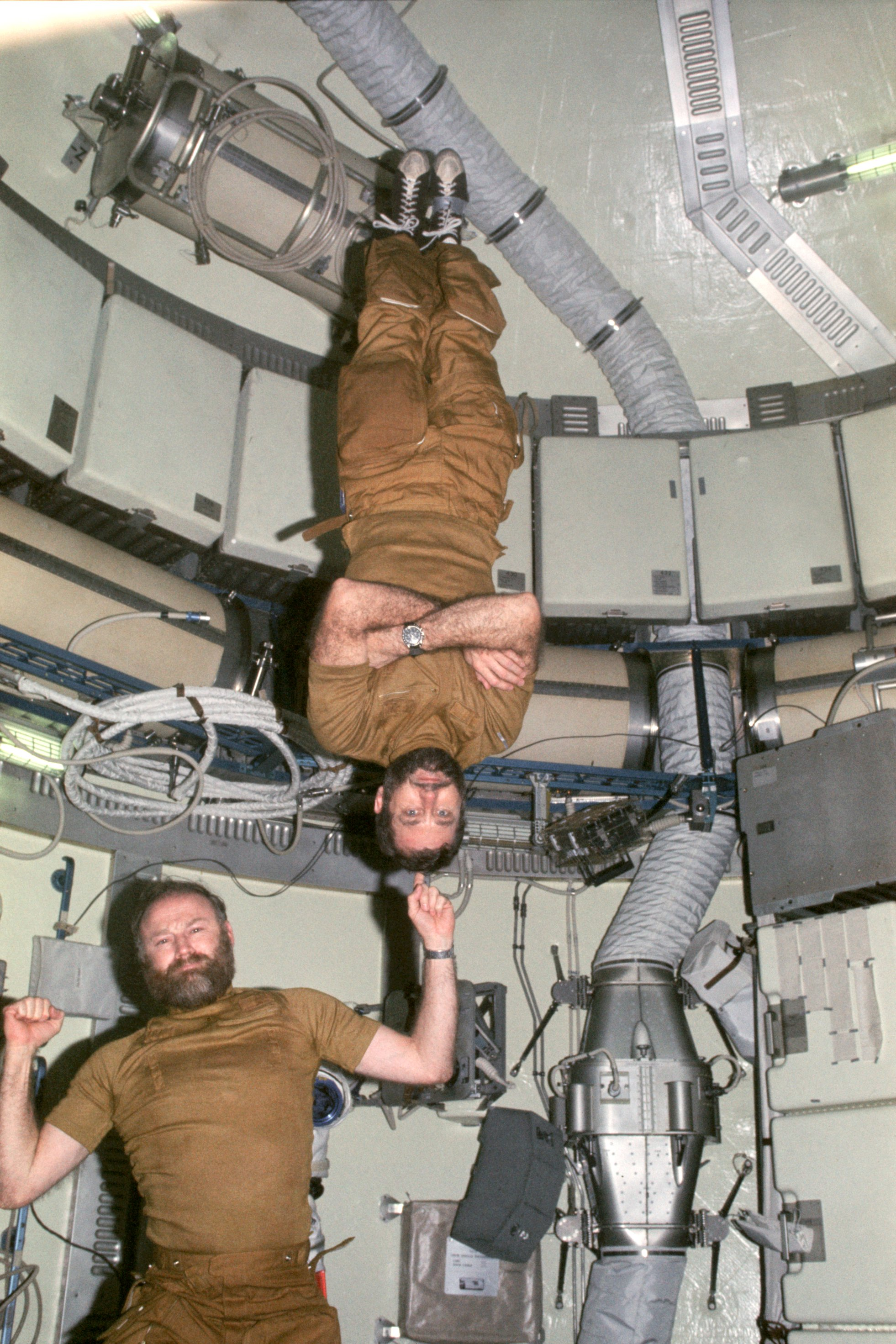
無重量状態を実証するため、ビル・ポーグを「指で支える」カー
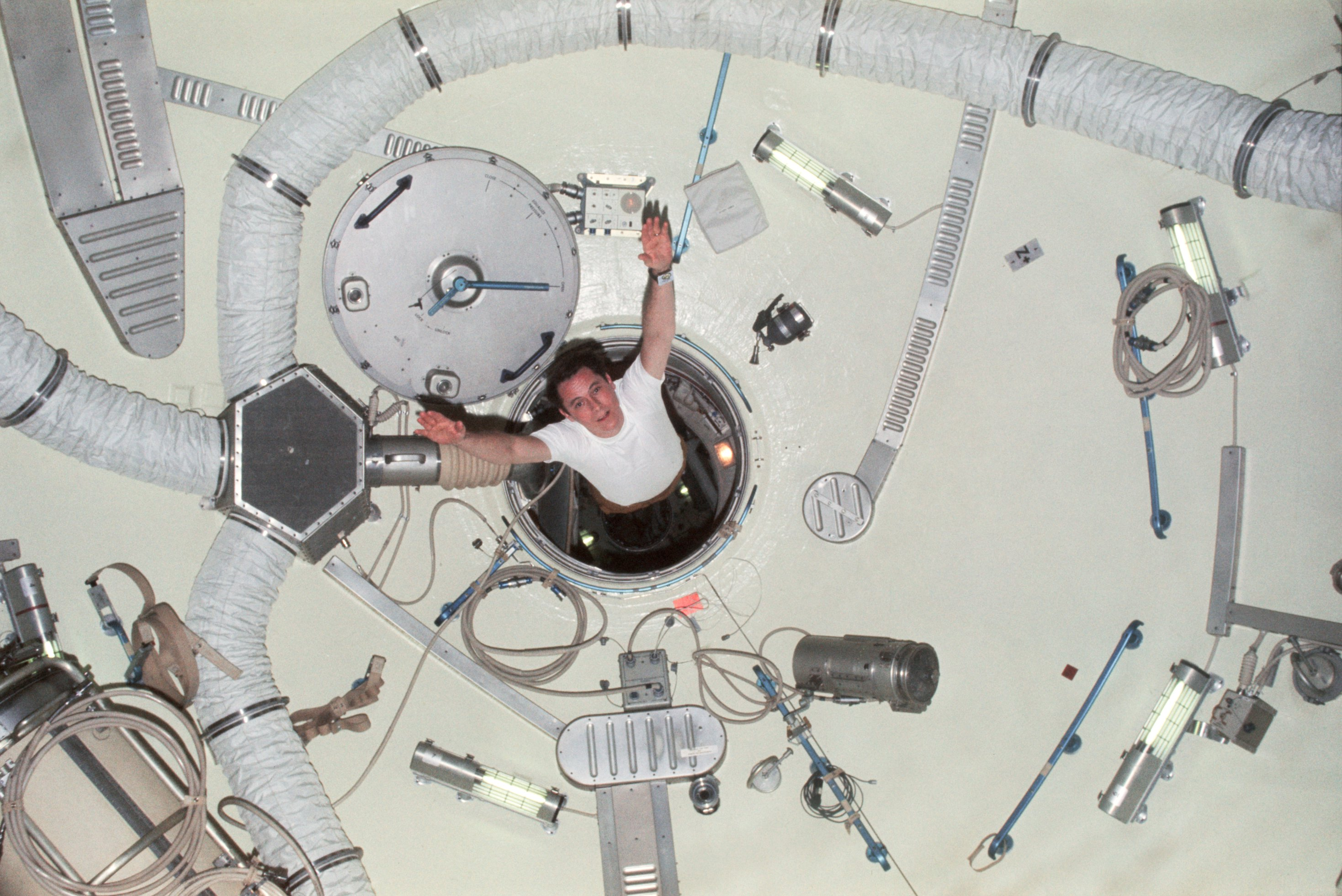
ステーションとアポロ司令船をつなぐ複合ドッキングアダプターのハッチから這い出すエド・ギブソン
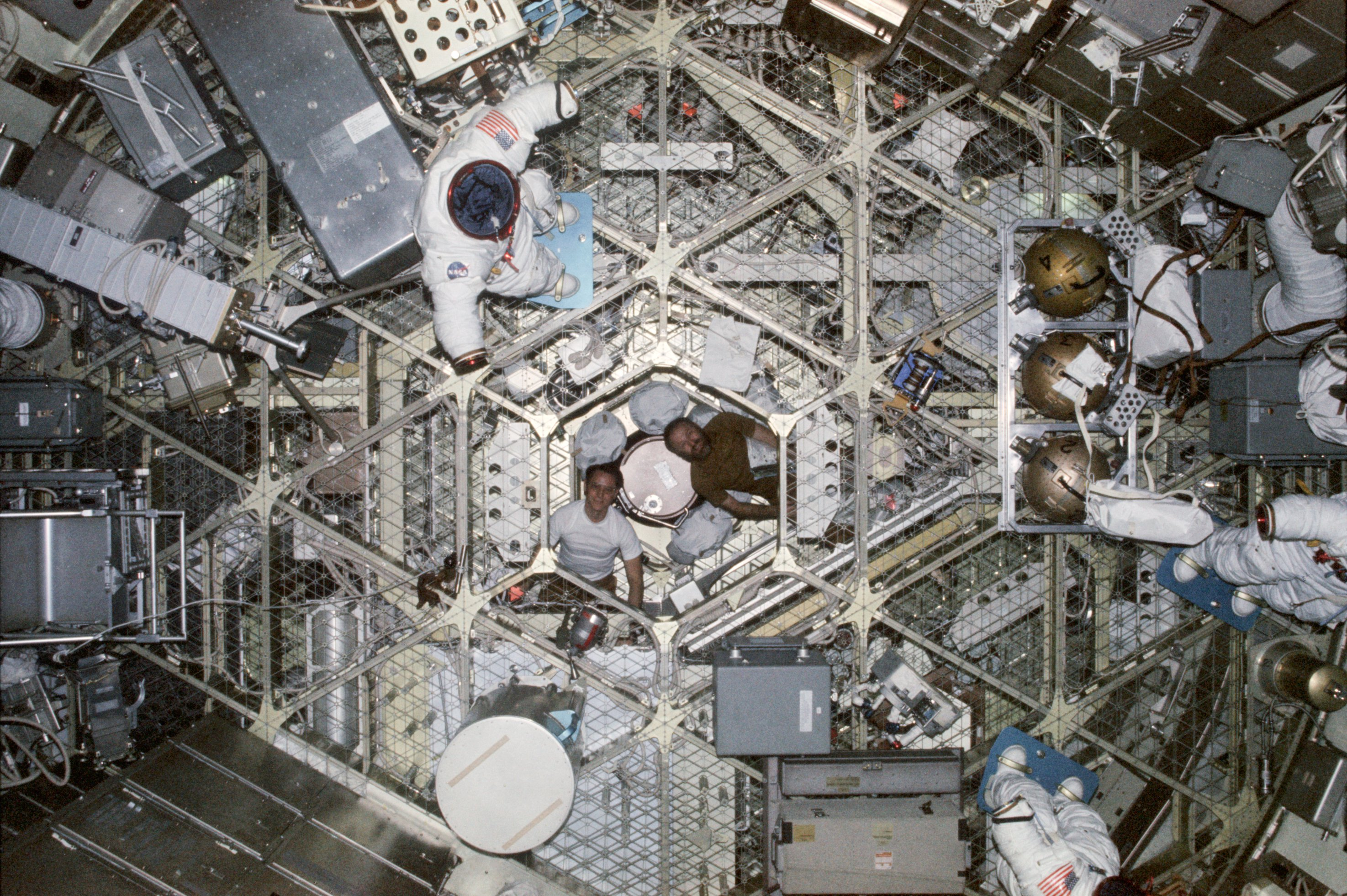
船内の端にあるゴミ投棄用気密ハッチの付近から顔を出すカーとギブソン
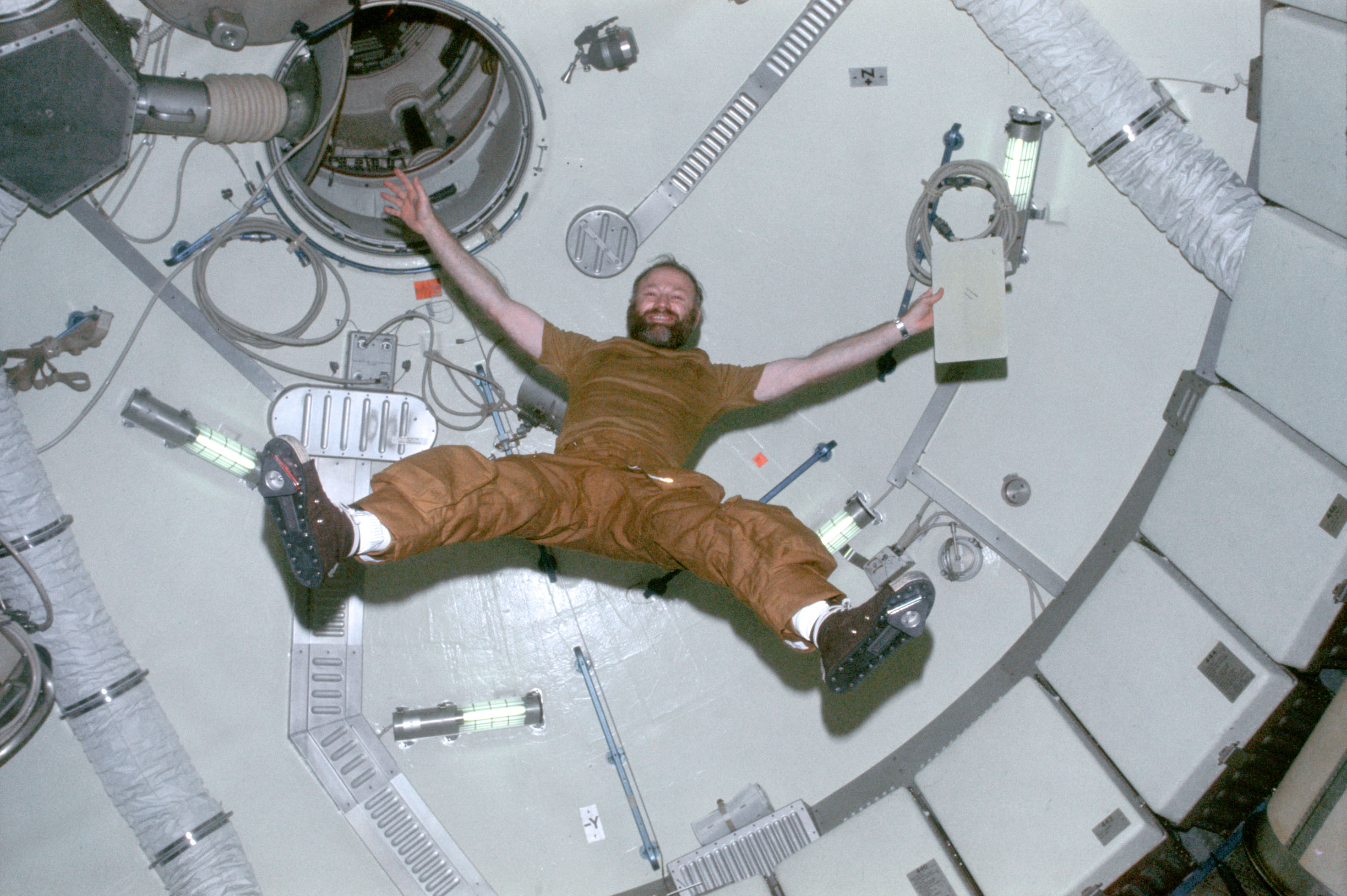
無重力の状態を実演するため、両手を伸ばして船内を漂うカー
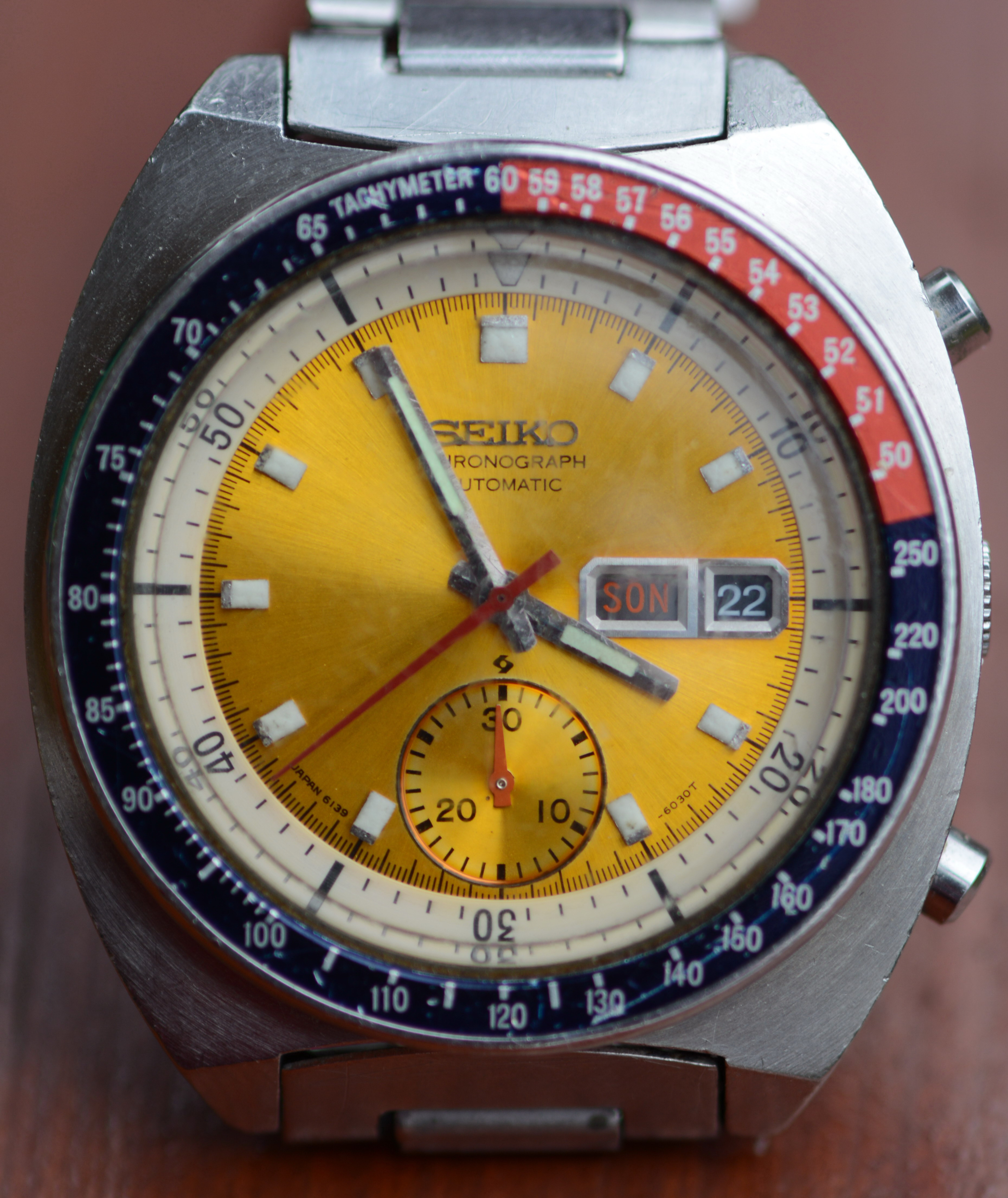
「ポーグのセイコー」と呼ばれる、セイコー・オートマチック・クロノグラフCal. 6139。ビル・ポーグが使った、宇宙で初めて使用された自動巻腕時計
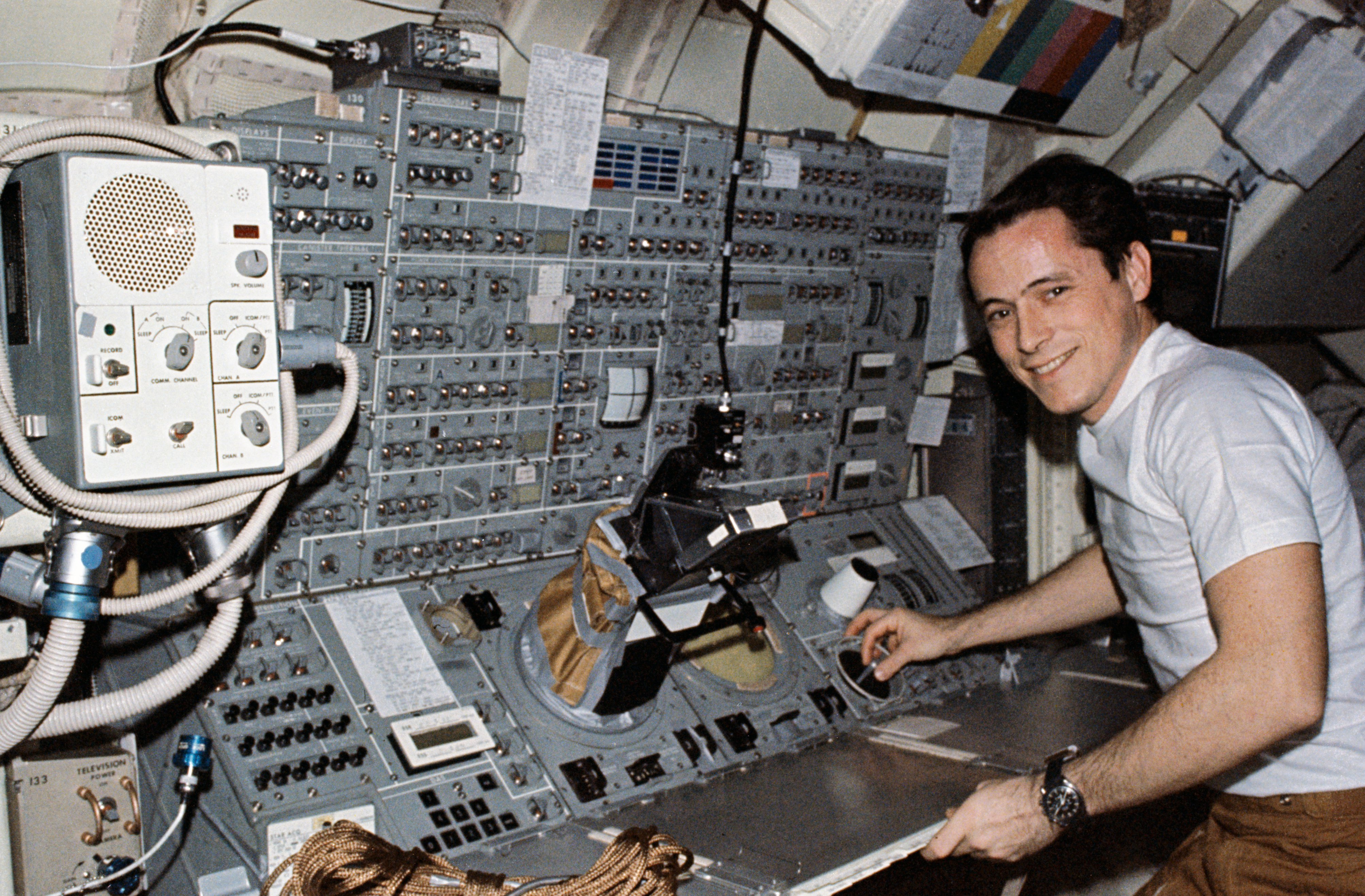
アポロ搭載望遠鏡の操縦装置にいるギブソン
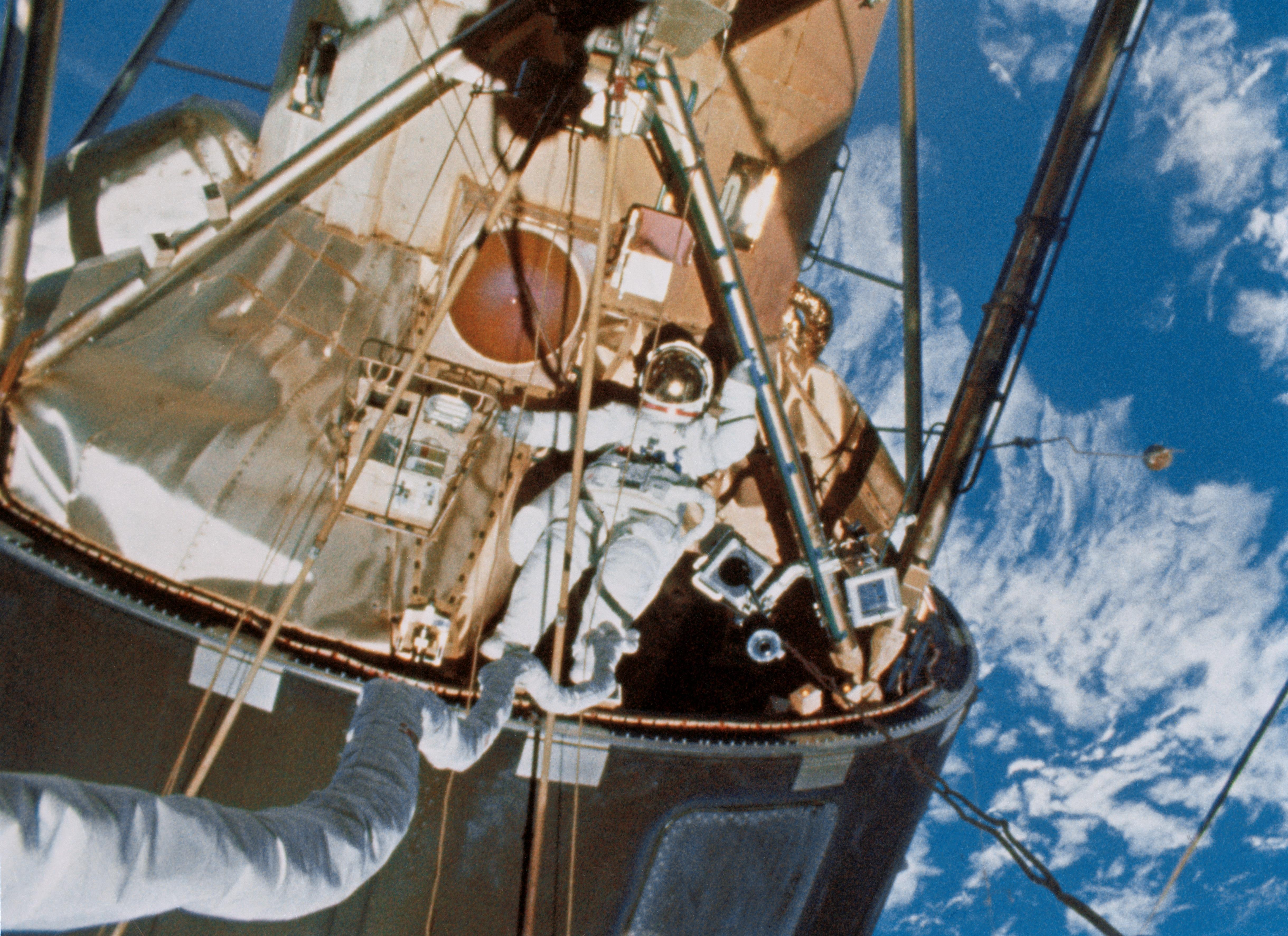
船外活動をするギブソン

## 宇宙船の現在の状態

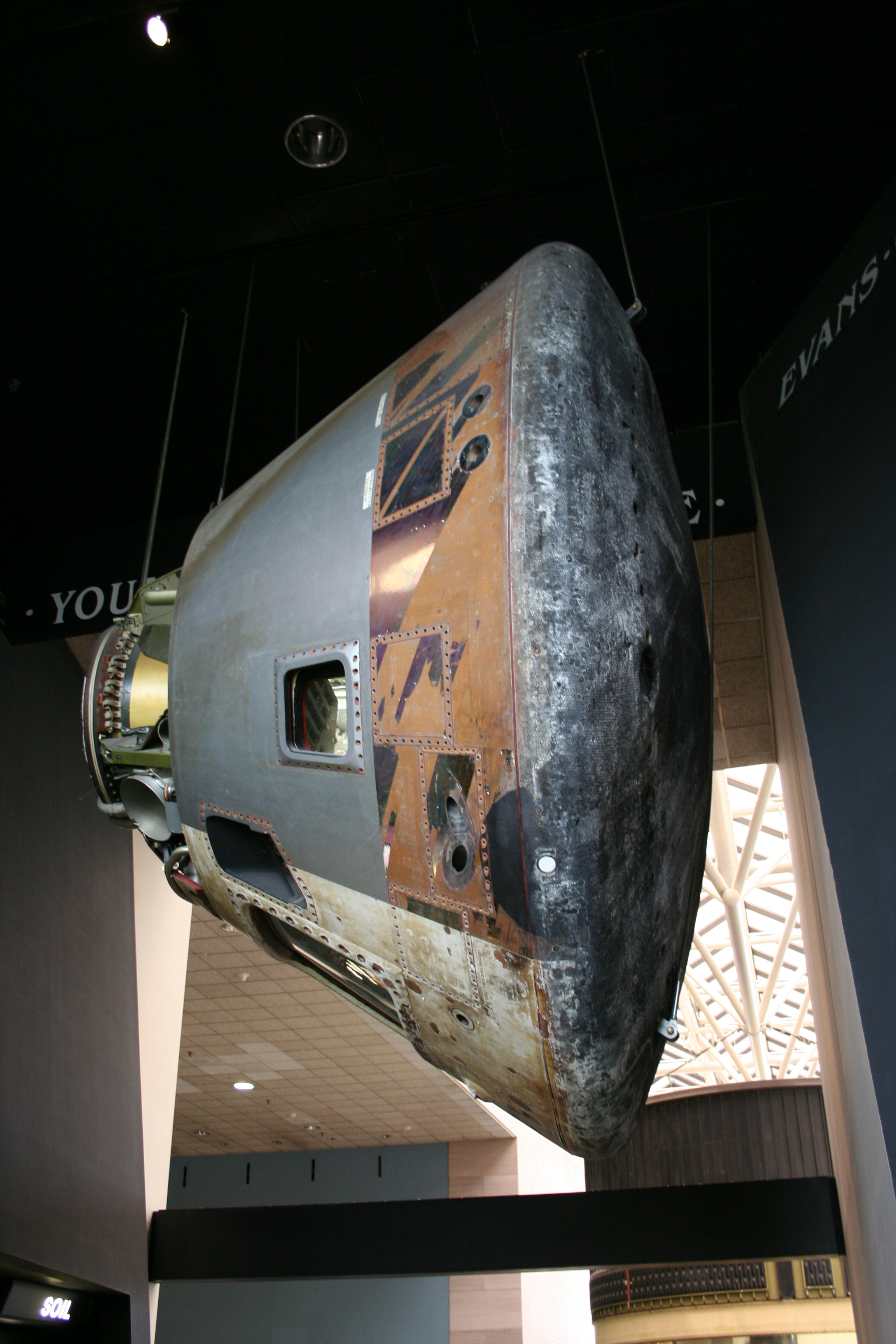
スミソニアン科学博物館に展示されている4号の司令船

4号の司令船は、現在はワシントンD.C.の国立航空宇宙博物館に展示されている。

## 飛行の記章
三角形の記章は大きな数字の「3」と、飛行士らが遂行した三つの分野の研究を囲む虹が特徴となっている。飛行中、搭乗員らは記章について以下のような説明をした :
「記章の中にある絵は、任務中に行われた研究の三つの主要な分野を表している。木は人間の自然環境の象徴であり、地球の資源についての研究を発展させる目的のことである。水素原子は万物の基本的な元素であり、人類の自然界への探求、知識の応用、技術の発展を象徴している。また太陽は主として水素から構成されていることから、水素原子の絵は任務の目的である太陽物理学のことでもある。人間の影は人類と、自然環境への敬意によって鍛えられた英知で技術を管理する人間の能力の象徴である。またスカイラブで行われた、人類それ自体についての医療研究のことでもある。聖書の大洪水の物語から採用された虹は、人類に課せられた約束の象徴である。この虹は人物と、そこから広がって木と水素原子までをも囲み、我々の科学的な知識を人文学的に応用することで技術と自然を調和させるという、人類の重要な役割を強調している。」記章の他のバージョンの中には、任務中に行われたコホーテク彗星の研究を表わすため、上部の曲線の中に彗星を描いているものもある。

## 参照
- 船外活動
- 船外活動のリスト（英語版）
- 着水（英語版）

## 参考書籍
- Gilles Clement, Fundamentals of Space Medicine, Microcosm Press, 2003. pp. 212.
- Lattimer, Dick (1985). All We Did was Fly to the Moon. Whispering Eagle Press. ISBN 0-9611228-0-3.